# Eriosyce chilensis
Espèce
Classification APG III (2009)
Statut de conservation UICN

 CR B1ab(v) : 
En danger critique
Statut CITES
Eriosyce chilensis est une espèce de plantes à fleurs du genre Eriosyce de la famille des Cactaceae (cactus) et de la sous-famille des Cactoideae. Son nom vernaculaire en espagnol est chilenito (le « petit Chilien »).
Comme son épithète spécifique l'indique c'est une espèce endémique du Chili. Elle est menacée principalement par les collectionneurs, l’urbanisation, la construction de chemins et la désertification de la région. En 2012, il subsiste moins de cinq cents individus connus répartis entre Los Vilos et Punta Los Molles de la localité de Los Molles dans la région de Coquimbo, et a été inscrite sur la liste des 100 espèces les plus menacées au monde établie par l'UICN.